# Campeonato Asiático de Atletismo de 1989
A 8ª edição do Campeonato Asiático de Atletismo foi realizado de 14 a 19 de novembro de 1989 no Estádio Jawaharlal Nehru, na cidade de Nova Delhi na Índia. Foram disputadas um total de 40 provas, distribuídos entre masculino e feminino.

## Medalhistas

### Masculino
| Evento                  | Ouro                          | Ouro     | Prata                                     | Prata    | Bronze                         | Bronze   |
| ----------------------- | ----------------------------- | -------- | ----------------------------------------- | -------- | ------------------------------ | -------- |
| 100 metros              | Zheng Chen · China            | 10.35    | Li Tao · China                            | 10.42    | Takayuki Nakamichi · Japão     | 10.48    |
| 200 metros              | Yoshiyuki Okuyama · Japão     | 20.80    | Khalid Jouma Ibrahim · Bahrein            | 21.07    | Cai Jianming · China           | 21.18    |
| 400 metros              | Ibrahim Ismail Muftah · Catar | 45.6     | Mohammed Al-Malki Omã                     | 45.62    | Zhao Cunlin · China            | 46.68    |
| 800 metros              | Faramarz Roustaeifar Irão     | 1:51.36  | Yoshikazu Tachi · Japão                   | 1:51.42  | Vijaya Kumaran · Índia         | 1:51.85  |
| 1 500 metros            | Bahadur Prasad · Índia        | 3:45.77  | Ram Niwas · Índia                         | 3:46.53  | Mohammed Sulaiman · Catar      | 3:47.95  |
| 5 000 metros            | Zhang Guowei · China          | 13:52.37 | Bahadur Prasad · Índia                    | 13:58.93 | Ryu Ok-Hyon · Coreia do Norte  | 14:02.39 |
| 10 000 metros           | Ryu Ok-Hyon · Coreia do Norte | 29:07.93 | Zhang Guowei · China                      | 29:14.01 | Muhammad Mousa · Paquistão     | 29:18.78 |
| 110 metros barreiras    | Yu Zhicheng · China           | 14.18    | Nagi Ghazi · Iraque                       | 14.20    | Osamu Matsue · Japão           | 14.36    |
| 400 metros barreiras    | Hwang Hong-Chul Coreia do Sul | 50.29    | Takashi Kiyokawa · Japão                  | 50.94    | Suleiman Houielah Síria        | 51.26    |
| 3 000 metros obstáculos | Dina Ram Singh · Índia        | 8:48.46  | Mohammed Barak Al-Dosari · Arábia Saudita | 8:48.77  | Mohammed Sulaiman · Catar      | 8:49.35  |
| 4×100 metros estafetas  | China                         | 39.28    | Japão                                     | 39.64    | Catar                          | 39.89    |
| 4×400 metros estafetas  | Japão                         | 3:07.20  | Índia                                     | 3:07.22  | Malásia                        | 3:11.08  |
| 20 km marcha            | Hirofumi Sakai · Japão        | 1:33:41  | Chen Helin · China                        | 1:34:19  | Baldev Singh · Índia           | 1:35:52  |
| Salto em altura         | Cho Hyun-wook Coreia do Sul   | 2.19     | Liu Yunpeng · China                       | 2.17     | Abdullah Al-Sheib · Catar      | 2.14     |
| Salto à vara            | Liang Xueren · China          | 5.40     | Huang Weiping · China                     | 5.20     | Ku Chin-shui · Taipé Chinesa   | 5.20     |
| Salto em comprimento    | Nai Hui-Fang · Taipé Chinesa  | 8.07w    | Chen Zunrong · China                      | 7.88     | Kim Won-jin Coreia do Sul      | 7.83     |
| Salto triplo            | Chen Yanping · China          | 16.95    | Du Benzhong · China                       | 16.68    | Nai Hui-Fang · Taipé Chinesa   | 16.65    |
| Lançamento do peso      | Balwinder Singh · Índia       | 18.16    | Khalid Salman Al-Khalidi · Arábia Saudita | 17.76    | Shirappa D. Eashan · Índia     | 17.71    |
| Lançamento do disco     | Zhang Jinglong · China        | 57.12    | Hu Tao · China                            | 56.02    | Shakti Singh · Índia           | 55.60    |
| Lançamento do martelo   | Bi Zhong · China              | 68.94    | Nobuhiro Todoroki · Japão                 | 66.04    | Xie Yingqi · China             | 65.72    |
| Lançamento do dardo     | Wang Wenzhong · China         | 76.38    | Ghanem Mabrouk Zaid Johar · Kuwait        | 72.38    | Wang Yao-Tsung · Taipé Chinesa | 71.94    |
| Decatlo                 | Lee Fu-an · Taipé Chinesa     | 7703     | Gong Guohua · China                       | 7649     | Peng Huang-shu · Taipé Chinesa | 7119     |

### Feminino
| Evento                 | Ouro                    | Ouro     | Prata                          | Prata    | Bronze                              | Bronze   |
| ---------------------- | ----------------------- | -------- | ------------------------------ | -------- | ----------------------------------- | -------- |
| 100 metros             | Zhang Caihua · China    | 11.65    | P. T. Usha · Índia             | 11.74    | Wang Huei-Chen · Taipé Chinesa      | 11.84    |
| 200 metros             | P. T. Usha · Índia      | 23.27    | Ashwini Nachappa · Índia       | 23.54    | Zhang Xiaoqiong · China             | 23.88    |
| 400 metros             | P.T. Usha · Índia       | 51.90    | Shiny Abraham · Índia          | 52.40    | Josephine Mary Singarayar · Malásia | 52.65    |
| 800 metros             | Shiny Abraham · Índia   | 2:04.76  | Rosa Kutty · Índia             | 2:07.75  | Haruko Hashimoto · Japão            | 2:09.78  |
| 1 500 metros           | Khin Khin Htwe Birmânia | 4:21.06  | Kim Chun-Mae · Coreia do Norte | 4:23.75  | Feng Yanbo · China                  | 4:23.86  |
| 3 000 metros           | Zhong Huandi · China    | 9:05.20  | Kim Chun-Mae · Coreia do Norte | 9:11.55  | Khin Khin Htwe Birmânia             | 9:22.80  |
| 10 000 metros          | Zhong Huandi · China    | 32:25.57 | Mun Gyong-Ae · Coreia do Norte | 33:23.91 | Paek Do-Jong · Coreia do Norte      | 34:00.38 |
| 100 metros barreiras   | Liu Huajin · China      | 13.30    | Feng Yinghua · China           | 13.54    | Naomi Jojima · Japão                | 13.97    |
| 400 metros barreiras   | P.T. Usha · Índia       | 56.14    | Chen Yuying · China            | 56.24    | Chen Dongmei · China                | 57.46    |
| 4×100 metros estafetas | China                   | 44.84    | Índia                          | 44.87    | Tailândia                           | 45.58    |
| 4×400 metros estafetas | Índia                   | 3:32.95  | China                          | 3:37.13  | Japão                               | 3:45.18  |
| 10 km marcha           | Chen Yueling · China    | 48:59.86 | Kavita Garari · Índia          | 50:30.90 | Ma Kyin Lwan Birmânia               | 50:32.92 |
| Salto em altura        | Jin Ling · China        | 1.89     | Kim Hee-sun Coreia do Sul      | 1.87     | Su Cun-Yueh · Taipé Chinesa         | 1.81     |
| Salto em comprimento   | Liu Shuzhen · China     | 6.36     | Elma Muros · Filipinas         | 6.17     | Reeth Abraham · Índia               | 6.15     |
| Lançamento do peso     | Huang Zhihong · China   | 19.69    | Sui Xinmei · China             | 19.29    | Chong Chun-Hwa · Coreia do Norte    | 14.53    |
| Lançamento do disco    | Yu Hourun · China       | 61.92    | Ikuko Kitamori · Japão         | 51.78    | Pak In-Ok · Coreia do Norte         | 47.12    |
| Lançamento do dardo    | Xin Xiaoli · China      | 58.30    | Xu Demei · China               | 57.32    | Emi Matsui · Japão                  | 55.30    |
| Heptatlo               | Dong Yuping · China     | 6042     | Ma Miaolan · China             | 6021     | Ma Chun-Ping · Taipé Chinesa        | 5149     |

## Quadro de medalhas
| Ordem | País            | Medalha de ouro | Medalha de prata | Medalha de bronze | Total |
| ----- | --------------- | --------------- | ---------------- | ----------------- | ----- |
| 1     | China           | 21              | 15               | 6                 | 42    |
| 2     | Índia           | 8               | 9                | 5                 | 22    |
| 3     | Japão           | 3               | 5                | 6                 | 14    |
| 4     | Coreia do Sul   | 2               | 1                | 1                 | 4     |
| 5     | Taipé Chinesa   | 2               | 0                | 7                 | 9     |
| 6     | Coreia do Norte | 1               | 3                | 4                 | 8     |
| 7     | Catar           | 1               | 0                | 4                 | 5     |
| 8     | Birmânia        | 1               | 0                | 2                 | 3     |
| 9     | Irão            | 1               | 0                | 0                 | 1     |
| 10    | Arábia Saudita  | 0               | 2                | 0                 | 2     |
| 11    | Filipinas       | 0               | 1                | 0                 | 1     |
| 11    | Iraque          | 0               | 1                | 0                 | 1     |
| 11    | Omã             | 0               | 1                | 0                 | 1     |
| 11    | Kuwait          | 0               | 1                | 0                 | 1     |
| 11    | Bahrein         | 0               | 1                | 0                 | 1     |
| 16    | Malásia         | 0               | 0                | 2                 | 2     |
| 17    | Síria           | 0               | 0                | 1                 | 1     |
| 17    | Paquistão       | 0               | 0                | 1                 | 1     |
| 17    | Tailândia       | 0               | 0                | 1                 | 1     |
| Total | Total           | 40              | 40               | 40                | 120   |